# Seven Sisters Park
Seven Sisters Park är en park i Kanada.   Den ligger i provinsen British Columbia, i den centrala delen av landet, 3 800 km väster om huvudstaden Ottawa. Seven Sisters Park ligger 1 924 meter över havet.
Terrängen runt Seven Sisters Park är bergig åt nordväst, men åt sydost är den kuperad. Seven Sisters Park ligger uppe på en höjd. Trakten runt Seven Sisters Park är nära nog obefolkad, med mindre än två invånare per kvadratkilometer.. Det finns inga samhällen i närheten.
Trakten runt Seven Sisters Park är permanent täckt av is och snö.